# 타이완 국제 가도카와 쇼텐
대만 국제 가도카와 쇼텐(일본어: 台湾国際角川書店 타이완 콕사이 카도카와 쇼텐[*], 중국어 정체자: 臺灣國際角川書店)은 일본의 출판사인 가도카와 쇼텐의 중화민국 현지 법인을 말한다. 본사는 타이베이시에 소재해 있다.